# مویینگی
موئینگی (به انگلیسی: capillarity) یکی از پدیده‌های فیزیکی ناشی از نیروهای چسبندگی سطحی است. اثر مویینگی روند یا جریانی است که باعث می‌شود مایع از درون خاک و از طریق ریشه و ساقه‌های گیاهان بالا آید و به شاخه‌ها و برگ‌ها برسد. نفوذ و عبور آب از دستمال کاغذی نیز ناشی از همین جریان است.

پدیده مویینگی در لوله‌های مویین در آب و جیوه.

اگر یک لوله موئین (لوله‌ای بسیار باریک) شیشه‌ای را در آب قرار دهیم آب در لوله بالا می‌رود و سطح آن کاو (مقعر) خواهد بود اما اگر همین لوله را در جیوه مایع قرار دهیم، جیوه از سطح قبلی خود پایین‌تر می‌ایستد و سطح کوژ (محدب) پیدا می‌کند.
بین مولکولهای آب و شیشه نیروی چسبندگی سطحی قوی‌تر از نیروی پیوستگی بین مولکول‌های آب با یکدیگر است (نیروی دگرچسبی بین مولکول‌های آب و مولکول‌های شیشه بیشتر از نیروی هم چسبی بین مولکول‌های آب است) بنابراین مولکول‌های آب هرچه بیشتر به طرف مولکول‌های شیشه در سطح داخلی لوله موئین کشیده می‌شوند و در لوله بالا می‌روند.
اما در مورد جیوه برعکس، نیروی پیوستگی بین مولکول‌های جیوه با یکدیگر قوی‌تر از نیروی چسبندگی سطحی بین مولکول‌های جیوه و شیشه است (نیروی هم چسبی بین مولکول‌های جیوه بیشتر از نیروی دگرچسبی بین مولکول‌های جیوه و مولکول‌های شیشه است) پس مولکول‌های جیوه به طرف مرکز لوله کشیده می‌شوند و در سطحی برجسته تجمع می‌یابند.
ارتفاع بالا آمدن مایع در لوله موئین از فرمول زیر بدست می‌آید:
{\displaystyle h={\frac {2\gamma \cos \theta _{c}}{\rho Rg}}}
که در آن
R شعاع لوله
{\displaystyle \gamma } ضریب کشش سطحی
{\displaystyle \theta } زاویه برخورد هوا و مایع
{\displaystyle \rho } چگالی مایع
g شتاب گرانشی می‌باشد.

میزان بالا آمدن مایع به فشار هوای بالای مایع ربطی ندارد.

## مویینگی و فناوری نانو[۲]
هنگامی که مواد کوچک می‌شوند، رفتار آن‌ها تغییر می‌کند. در ابعاد خیلی خیلی کوچک نیروهای فیزیکی، رفتاری متفاوت از خود نشان می‌دهند. به عنوان نمونه، نیروی گرانش در ابعاد ماکرو برای ما اهمیت ویژه‌ای دارد، این در حالی است که این نیرو در ابعاد نانو قابل صرف نظر کردن می‌باشد.
برای درک تأثیر فناوری نانو بر مویینگی، دو تکه شیشه را فرض کنید که توسط یک گیره در کنار یکدیگر قرار داده شده‌اند. این مجموعه در آب قرار می‌گیرد. آب به دلیل خاصیت مویینگی میان دو قطعه شیشه بالا می‌آید. خاصیت مویینگی توانایی یک مایع برای حرکت در یک فضای بسیار باریک در خلاف جهت نیروی گرانش است. سطح آب در محلی که دو قطعه شیشه به یکدیگر نزدیک‌تر هستند بالاتر است. هر چقدر فضای بین دو قطعه شیشه کوچک و کوچک‌تر شود، سرعت حرکت آب افزایش می‌یابد. در دنیای نانو خاصیت مویینگی از اهمیت ویژه ای برخوردار است.